# Паччарди, Рандольфо
Рандольфо Паччарди (итал. Randolfo Pacciardi; 1 января 1899, Гаворрано, провинция Гроссето, Тоскана — 14 апреля 1991, Рим) — итальянский журналист, адвокат и политик, министр обороны Италии (1948—1953).

## Биография
Родился 1 января 1899 года в Джункарико, фракции коммуны Гаворрано, сын железнодорожного служащего Джованни Паччарди и Эльвиры Гуидони. Получил техническую подготовку в Монтепульчано, в 1915 году вступил в Итальянскую республиканскую партию. Ввиду начавшейся Первой мировой войны окончил офицерские курсы, получил звание младшего лейтенанта берсальеров, участвовал в боях, награждён двумя серебряными медалями за воинскую доблесть и британским военным крестом. Вернувшись с войны домой, активно участвовал в деятельности Республиканской федерации, получил юридическое образование в Риме, там же работал в адвокатском бюро Джованни Конти.
Занимал активную антифашистскую позицию. 23 июня 1923 года вместе с другими своими единомышленниками сорвал выступление Муссолини перед ветеранами войны на пьяцца Венеция криками «Viva l’Italia libera, viva la libertà!» и на следующий день газета Il popolo d’Italia обвинила в случившемся именно Паччарди, назвав его «адвокатиком из Гроссето». Тогда же он основал движение L’Italia libera («Свободная Италия»), а издаваемая им одноимённая газета достигла тиража в 20 тыс. экземпляров. 4 ноября 1924 года организовал антифашистское шествие около 2000 ветеранов войны с участием внуков Джузеппе Гарибальди — Санте и Пеппино, подвергшееся нападению фашистов. 3 января 1925 года был ранен во время покушения в его собственном кабинете в Гроссето. В декабре того же года скрылся от полиции во время попытки арестовать его в Риме, некоторое время скрывался в Италии. 1 января 1927 года бежал в Швейцарию, до 1933 года оставался в Лугано, продолжая антифашистскую борьбу. На съезде Республиканской партии в Париже 22-23 апреля 1933 года избран политическим секретарём. Итальянские власти считали его опасным для себя, и под их давлением центральное правительство Швейцарии потребовало его отъезда, даже вопреки позиции кантона Тичино. 15 февраля 1933 года выехал вместе с женой из Лугано в Базель, но реальной целью путешествия стал город Мюлуз в Эльзасе.
С началом Гражданской войны в Испании отправился туда, с осени 1936 по август 1937 года командовал Итальянским легионом, объединившим республиканцев, коммунистов и социалистов. В этот период легион был переформирован в Гарибальдийский батальон и затем в интербригаду, но в августе 1937 года коммунисты оттеснили Паччарди от командования ввиду его нежелания участвовать в боевых действиях против анархистов и Рабочей партии марксистского единства (POUM) в Барселоне. Паччарди вернулся во Францию и 4 декабря 1937 года основал еженедельную газету La Giovine Italia, занимавшую одновременно антифашистскую и антикоммунистическую позицию. С марта по май 1938 года совершил поездку в США, где провёл десятки встреч в поисках источников финансирования республиканской Испании. После капитуляции Франции 25 июня 1940 года перебрался в Марсель, оттуда через Алжир в Касабланку, где в октябре 1941 года сумел с поддельными документами вместе с женой пробраться на португальский пароход, отправляющийся в Мексику. 26 декабря 1941 года приехал в Нью-Йорк.
В 1945 году вернулся в Италию, вновь стал секретарём Республиканской партии, был избран в Учредительное собрание Италии, которое действовало в 1946—1948 годах.
С 15 декабря 1947 по 23 мая 1948 года являлся заместителем председателя Совета министров в четвёртом правительстве Де Гаспери. Являлся министром обороны в пятом правительстве Де Гаспери с 23 мая 1948 года по 27 января 1950 года, затем сохранял эту должность до 26 июля 1951 года в шестом правительстве того же политика и до 16 июля 1953 года — в седьмом.
С 1948 по 1968 год являлся членом Палаты депутатов Италии первых четырёх созывов.
Сохранив после своего испанского опыта антикоммунистические убеждения, выступал против сотрудничества с левоцентристами, в 1964 году был исключён из Республиканской партии и основал движение «Новая Республика», которое в 1968 году на парламентских выборах получило 0,2 % голосов.
Основал ежедневную газету La Folla, через которую отстаивал необходимость перехода к президентской республике, вопреки действующей Конституции. Разногласия с бывшими соратниками зашли настолько далеко, что его подозревали в неофашистских взглядах и в причастности к неосуществлённым планам государственных переворотов — План «Соло» бывшего генерала карабинеров Джованни де Лоренцо в 1960-е и Эдгардо Соньо в 1974 году. Затем по инициативе самого Паччарди был восстановлен в рядах Республиканской партии и в 1981 году основал газету L’Italia del popolo, которой руководил до самой смерти в 1991 году.